# بيتي وايتنغ
بيتي وايتنغ (بالإنجليزية: Betty Whiting)‏ هي لاعبة كرة قاعدة أمريكية، ولدت في 13 نوفمبر 1925 في بلدة أيدا في الولايات المتحدة، وتوفيت في 10 فبراير 1967 في باتل كريك في الولايات المتحدة.